# Diego Llorente
Diego Javier Llorente Ríos (født 16. august 1993) er en spansk professionel fodboldspiller, som spiller for La Liga-klubben Real Betis og Spaniens landshold.

## Klubkarriere

### Real Madrid
Llorente begyndte sin karriere hos Real Madrid, og debuterede for Real Madrid C i 2012. Han debuterede for Castilla året efter, og fik sin debut for førsteholdet den 1. juni 2013 i en La Liga-kamp imod Osasuna.
Llorente havde i sin tid hos Real Madrid lejeaftaler til Rayo Vallecano og Málaga.

### Real Sociedad
Llorente skiftede i juni 2017 til Real Sociedad på en fast aftale.

### Leeds United
Llorente skiftede til Leeds United i september 2020.

#### Leje til Roma
Llorente skiftede i januar 2023 til AS Roma på en lejeaftale. I juli 2023 blev lejeaftalen til Roma forlænget til 2023-24 sæsonen.

### Real Betis
Llorente vendte i i juli 2024 tilbage til Spanien, da han skiftede til Real Betis.

## Landsholdskarriere

### Ungdomslandshold
Llorente spillede i 2013 seks kampe for Spaniens U/20-landshold.

### Seniorlandshold
Llorente debuterede for Spaniens landshold den 29. maj 2016. Han var del af Spaniens trup til EM 2020.